# Gerda Ghobé
Gerda Augusta Ghobé, född 15 februari 1880 i Åtvids församling, Östergötlands län, död 1957, var en svensk författare av barn- och ungdomslitteratur.
Ghobé debuterade 1930 under pseudonymen Lillemor med böckerna Blommornas evangelium och Ur livets kalejdoskop. Hon kom att skriva nära 70 barn- och ungdomsböcker av massmarknadskaraktär, däribland flickböckerna om Anne Vildkatt (1943–1948). Av mer originell karaktär är bilderboken Kung Fläskpannkaka, barnen Plätt och jätten Brummelibrumm (1932), vilken är illustrerad av Maja Synnergren. Ghobé använde även pseudonymerna Edgar Bohge och Lena.